# 阿米沙酯
阿米沙酯（也称为对甲氧基肉桂酸异戊酯）是一种有机化合物，分子式C15H18O3，在防曬乳作为紫外线过滤剂，1997年已获准在欧盟使用。